# Reaction Engines A2
Dimensions
Le Reaction Engines Limited A2 est un projet d'avion de transport hypersonique. Le projet est prévu pour fournir un avion de transport commercial de passager long courrier de grande capacité propulsé à l'hydrogène. Il fait partie du projet européen de recherche LAPCAT. L'avion n'est pas commercialement lancé mais Reaction Engines Limited, la compagnie britannique responsable du projet, déclare qu'il pourrait être disponible dès 2030 si le marché le demande.
Cet avion est conçu pour avoir jusqu'à 20 000 km (12 000 miles) d'autonomie et avoir de bons rendements énergétiques en vol subsonique et supersonique, en plus d'éliminer les problèmes inhérents courants des avions supersoniques conçus avant lui. La vitesse maximale théorique est de Mach 5 soit 5 400 km/h à son altitude de croisière (25 400 mètres). Il est appelé à utiliser de l'hydrogène liquide comme carburant qui a 2 fois l'impulsion spécifique du kérosène, et qui peut être utilisé pour refroidir l'air à Mach 5 qui entre dans les moteurs à un peu plus de 1 000 °C, à l'aide de 4 échangeurs de chaleur. Le plus important serait celui disposé directement après l'entrée d'air : le pré-refroidisseur (precooler en anglais), qui comprend 2 échangeurs de chaleur, dénommés HX1 et HX2 ("HX" pour Heat eXchanger).
Les développeurs disent qu'il sera apte à voler de Bruxelles à Sydney en seulement 4 h 40 comparée à 22 h 50 de voyage avec un vol commercial direct à bord d'un avion conventionnel. Le prix d'un billet serait de 3 940 euros si l'hydrogène est produit par électrolyse de l'eau. Ce prix est proche de celui pratiqué actuellement en classe affaire. Le prix de l'hydrogène a une grande incidence sur le prix total du billet : si le carburant était produit par vaporeformage de méthane, le prix du billet descendrait à 2 000 euros.

### Aéronefs comparables
- Concorde
- ZEHST